# Wereldkampioenschappen schaatsen afstanden 2011 - 1500 meter mannen
De 1500 meter mannen op de wereldkampioenschappen schaatsen afstanden 2011 werd gehouden op donderdag 10 maart 2011 in de Max Aicher Arena in Inzell, Duitsland.

## Statistieken

### Uitslag
| #      | Naam                  | Land | Tijd       |
| ------ | --------------------- | ---- | ---------- |
| Goud   | Håvard Bøkko          | NOR  | 1.45,04 BR |
| Zilver | Shani Davis           | USA  | 1.45,09    |
| Brons  | Lucas Makowsky        | CAN  | 1.45,22    |
| 4      | Stefan Groothuis      | NED  | 1.45,51    |
| 5      | Ivan Skobrev          | RUS  | 1.45,58    |
| 6      | Denny Morrison        | CAN  | 1.45,66    |
| 7      | Trevor Marsicano      | USA  | 1.45,74    |
| 8      | Mathieu Giroux        | CAN  | 1.45,92    |
| 9      | Jonathan Kuck         | USA  | 1.46,26    |
| 10     | Alexis Contin         | FRA  | 1.46,47    |
| 11     | Simon Kuipers         | NED  | 1.46,83    |
| 12     | Konrad Niedźwiedzki   | POL  | 1.47,22    |
| 13     | Jevgeni Lalenkov      | RUS  | 1.47,26    |
| 14     | Aleksandr Zjigin      | KAZ  | 1.47,40    |
| 15     | Sverre Lunde Pedersen | NOR  | 1.47,64    |
| 16     | Robert Lehmann        | GER  | 1.47,73    |
| 17     | Mikael Flygind-Larsen | NOR  | 1.47,89    |
| 18     | Joel Eriksson         | SWE  | 1.48,32    |
| 19     | Zbigniew Bródka       | POL  | 1.48,72    |
| 20     | Pavel Bajnov          | RUS  | 1.49,17    |
| 21     | Matteo Anesi          | ITA  | 1.50,21    |
| 22     | Shane Dobbin          | NZL  | 1.50,58    |
| 23     | Jörg Dallmann         | GER  | 1.50,62    |
| —      | Mark Tuitert          | NED  | DQ         |

### Loting
| Rit | Binnenbaan            | Buitenbaan            |
| --- | --------------------- | --------------------- |
| 1   | Shane Dobbin          | Matteo Anesi          |
| 2   | Jörg Dallmann         | Pavel Bajnov          |
| 3   | Aleksandr Zjigin      | Robert Lehmann        |
| 4   | Sverre Lunde Pedersen | Joel Eriksson         |
| 5   | Zbigniew Bródka       | Konrad Niedźwiedzki   |
| 6   | Jevgeni Lalenkov      | Mathieu Giroux        |
| 7   | Lucas Makowsky        | Mikael Flygind-Larsen |
| 8   | Jonathan Kuck         | Alexis Contin         |
| 9   | Mark Tuitert          | Trevor Marsicano      |
| 10  | Simon Kuipers         | Denny Morrison        |
| 11  | Stefan Groothuis      | Ivan Skobrev          |
| 12  | Shani Davis           | Håvard Bøkko          |

1996 · 
1997 · 
1998 · 
1999 · 
2000 · 
2001 · 
2003 · 
2004 · 
2005 · 
2007 · 
2008 · 
2009 · 
2011 · 
2012 · 
2013 · 
2015 · 
2016 · 
2017 · 
2019 ·
2020 ·
2021 ·
2023 ·
2024 ·
2025